# Le notti di Chicago
Le notti di Chicago (Underworld), distribuito anche come Il castigo, è un film muto del 1927 diretto da Josef von Sternberg.
Originariamente, il film doveva essere diretto da Arthur Rosson, ma il regista venne sostituito dalla Paramount con Sternberg.
La casa di produzione non credeva al successo della pellicola che, inizialmente, venne proiettata in una sola sala di New York. Lo stesso Ben Hecht chiese che il suo nome venisse tolto dai titoli. Il film, per merito di un efficace passaparola, diventò ben presto un grande successo.

## Trama
Evaso dal carcere, il capogangster "Bull" Weed sospetta che la sua donna "Feathers" McCoy e il suo luogotenente "Rolls Royce" l'abbiano tradito. Quando scopre che non è vero, ma che sono innamorati, li fa mettere in salvo e si arrende alla polizia. Sarà condannato a morte.

## Commento
Su soggetto di Ben Hecht (premiato con l'Oscar nella 1ª assegnazione 1927-28 degli Academy Awards), sceneggiatura di Robert N. Lee e del regista (anche di Howard Hawks, [fonte mancante] ma non accreditato), è considerato il capostipite (muto) del genere gangsteristico. Dominato da un senso cupo di fatalità e contrassegnato da un ammirevole uso della luce (fotografia di Bert Glennon), è un film in anticipo sui tempi (si sente la mancanza del suono) sul quale s'è posata la polvere del tempo perché quelle che nel 1927 erano innovazioni, divennero poi convenzioni. Molte sequenze da citare, oltre a quella iniziale della rapina in banca. Citiamo almeno il ballo dei gangster e la scena in cui "Feathers" seduce "Rolls Royce".

## Produzione
Il film fu prodotto dalla Paramount Pictures (con il nome Famous Players-Lasky Corporation).

## Distribuzione
Distribuito dalla Paramount Pictures, il film uscì nelle sale cinematografiche USA il 20 agosto 1927 con il titolo originale Underworld.
In Italia, il film venne distribuito con il titolo Il castigo, ma dopo la sua distribuzione in Francia con il titolo Les Nuits de Chicago, anche in Italia viene comunemente chiamato Le notti di Chicago.

## Riconoscimenti
- 1928 - Premio Oscar
  - Oscar al miglior soggetto a Ben Hecht